# Cantone di Rohrbach-lès-Bitche
Il Cantone di Rohrbach-lès-Bitche era una divisione amministrativa dell'arrondissement di Sarreguemines.
È stato soppresso a seguito della riforma complessiva dei cantoni del 2014, che è entrata in vigore con le elezioni dipartimentali del 2015.
Comprendeva i comuni di:
- Achen
- Bettviller
- Bining
- Enchenberg
- Etting
- Gros-Réderching
- Kalhausen
- Lambach
- Montbronn
- Petit-Réderching
- Rahling
- Rohrbach-lès-Bitche
- Schmittviller
- Siersthal
- Soucht